# 제바스티안 시퍼

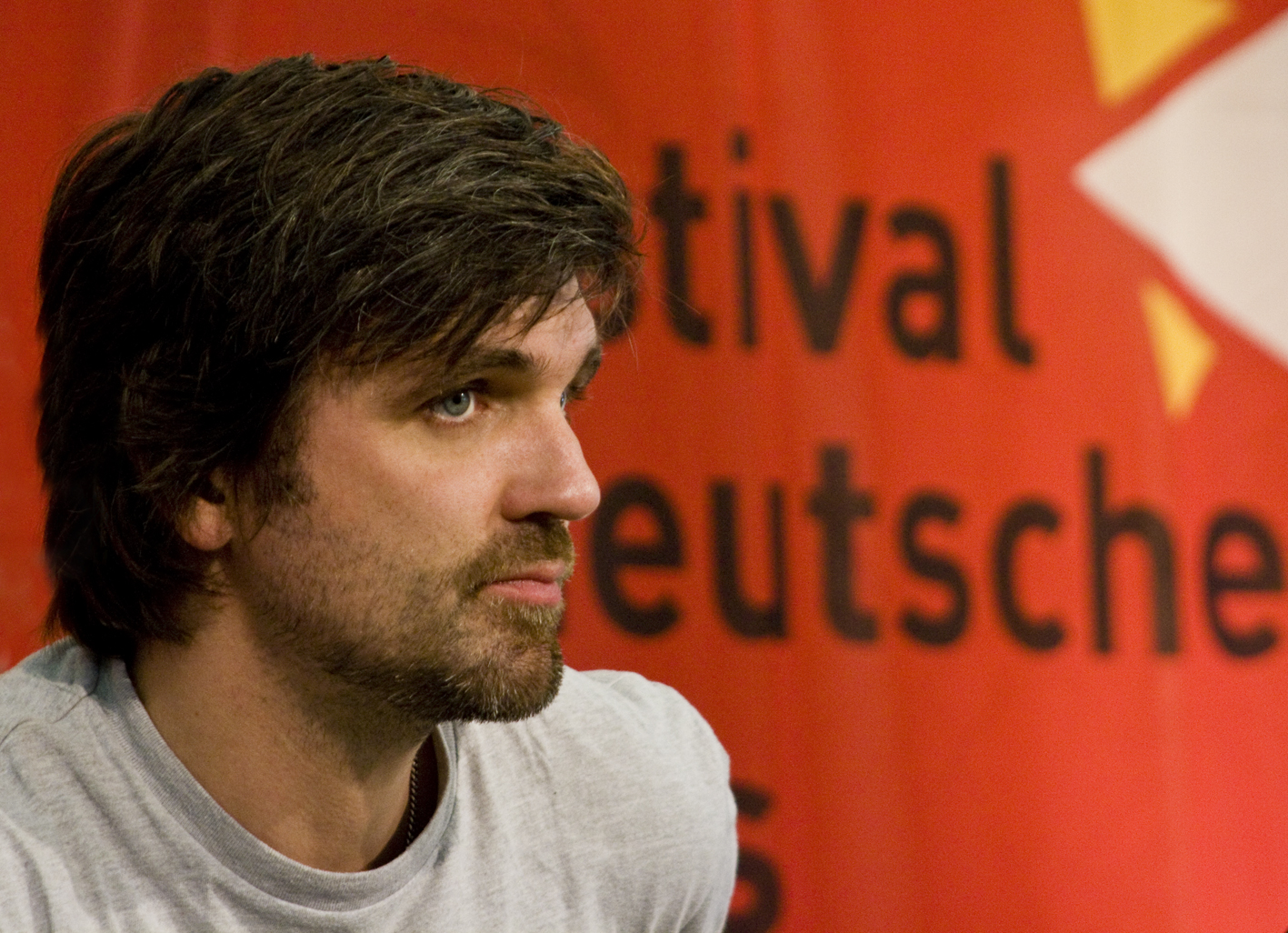

제바스티안 시퍼(독일어: Sebastian Schipper, 1968년 5월 8일 ~ )는 독일의 배우, 영화 감독이다.
하노버에서 태어났다.

## 영화
- 로드 (2018년)
- 토니 에드만 (2016년)
- 코코넛 히어로 (2015년)
- 빅토리아 (2015년)
- 아이 엠 히어 (2014년) - 피터 역
- 루드비히 2세 (2012년)
- 쓰리 (2010년) - 시몬 역
- 썸타임 인 오거스트 (2009년)
- 나의 친구 (2006년)
- 밤에 부르는 노래 (2004년)
- 한 발로 선 세상 (2003년)
- 잉글랜드 (2000년)
- 롤라 런 (1998년)
- 겨울잠 자는 사람들 (1997년)
- 잉글리쉬 페이션트 (1996년)